# Christophe Jerretie
Christophe Jerretie, né le 31 août 1979 à Tulle, est un homme politique et urbaniste français. Il est député de la 1re circonscription de la Corrèze entre 2017 et 2022.

## Biographie

### Formation et carrière professionnelle
Christophe Jerretie étudie au lycée Edmond-Perrier de Tulle où il passe un baccalauréat économique et social. Il obtient ensuite à l'université de Limoges un DEA géographie et aménagement[source secondaire nécessaire]. Auparavant il avait obtenu un master en droit dans la même université.
De 2002 à 2007, il est chargé de mission et responsable de la cellule urbanisme, aménagement et développement de la ville d'Ussel (Corrèze). En parallèle il est responsable d'une agence puis responsable stratégique chez Corrèze Habitat.
En 2010, il fonde une entreprise d'urbaniste, géographe basée à Naves, JACE Aménagement du Territoire.[source secondaire nécessaire].
Il est marié depuis 2010 et a deux enfants.

### Engagement politique

#### Engagement local
Le 23 mars 2014, Christophe Jerretie est élu maire de la commune de Naves dès le premier tour avec près de 53 % des suffrages face au maire socialiste sortant Alain Brette. 
D'avril 2014 à juillet 2017, il préside la Fédération des collectivités de l'eau de la Corrèze et il est vice-président de l'Office public de l'habitat de la Corrèze.
Avec Magali Dubois, Christophe Jerretie, est candidat UMP dans le canton de Naves lors des élections départementales de 2015, le binôme perd au second tour face à Emilie Boucheteil et Jean-Claude Peyramard du PS.
Lors de la primaire ouverte de la droite et du centre de 2016, il soutient Alain Juppé,.
Lors des élections municipales de 2020, Christophe Jerretie figure en quatrième position dans la liste de Béatrice Ducloux pour la mairie de Naves. Cette liste est battue (44,6 %) face celle de l'écologiste d'Hervé Longy (55,3 %), mais le score lui permet d'être élu au conseil municipal de la commune de Naves.

#### Député de laXVelégislature (2017-2022)
En 2017, lors des élections législatives dans la 1re circonscription de la Corrèze, il se  présente sous la bannière de La République en marche et est élu député, avec 53,43 % des suffrages face au maire de Tulle, Bernard Combes.
Il est membre de la commission des finances, de l'économie générale et du contrôle budgétaire et de la commission des affaires européennes. Il est aussi secrétaire de la commission spéciale chargée de vérifier et d'apurer les comptes.
Christophe Jerretie a participé à la création d'une nouvelle délégation à l'Assemblée nationale, la délégation aux collectivités territoriales et à la décentralisation ; il en est le vice-président depuis décembre 2017.
En décembre 2017, le député intervient lors d'un débat entre le maire LR d'Ussel et sa première adjointe à la suite du projet de construction d'un centre commercial sur la commune,. En effet, le 21 décembre 2017, Françoise Béziat, première adjointe, s’interroge sur le projet et se dit inquiète pour le centre-ville de la commune ; elle s'oppose à Christophe Arfeuillère, maire d'Ussel, qui parle d'un « projet stratégique, économiquement viable ». Le 23 décembre 2017, Christophe Jerretie décide d'intervenir dans ce débat en soutenant le projet et demande aux élus d'Ussel de trancher le cas Béziat au sein du conseil municipal : « Il ne peut pas y avoir un maire et un premier adjoint l'un contre l'autre. Il faut que chacun tire dans le même sens. » Cette intervention est jugée trop « choquante » par Françoise Béziat, qui elle aussi était candidate aux législatives de 2017, et par Jean-Daniel Vilatte, président de la fédération LR en Corrèze.
Une enquête du magazine Capital sur l'activité et l'assiduité parlementaire des députés français, classe, en 2017, Christophe Jerretie 149e sur 572 élus. Il apparaît néanmoins le mieux classé parmi les parlementaires de la région Limousin,.
En février 2018, Christophe Jerretie soutient la candidature de la ville de Tulle pour le dispositif Action Cœur de ville du ministère de la Cohésion des territoires. Dans la circonscription du député, la ville d'Ussel est aussi candidate mais Christophe Jerretie privilégierait Tulle car « Ussel est déjà dans un autre dispositif ».
Au sujet de la carte judiciaire, Christophe Jerretie, a appelé à ne pas être « individualiste » en ne regardant que son territoire, mais plutôt à considérer « l’aménagement du territoire ». 
Le 24 février 2018, Christophe Jerretie et trente-trois autres élus du Massif central signent une lettre ouverte au président de la République. Ils demandent à Emmanuel Macron de renoncer à la décision de réduire la vitesse autorisée sur les routes secondaires,,,. De plus, le député reconnaît au journal Le Parisien, le 10 janvier 2019, que « ça continue de râler en région » et que « beaucoup se plaignent de rester coincés derrière les camions ». 
Le 24 novembre 2018, il annonce sur l'antenne de France 3 Limousin qu'il comprend le mouvement des Gilets jaunes. Le lundi 3 décembre 2018, il part à la rencontre de gilets jaunes Usselois, le député reste à l'écoute des Gilets jaunes mais il en appelle à « l'apaisement »,,. Le 22 janvier 2019, Christophe Jerretie participe au premier Grand débat national officiel organisé en Limousin à Bort-les-Orgues ; le député souligne qu'« il s'agit d'informations brutes mais très précieuses que je compte bien analyser et exploiter ».
En juillet 2019, Christophe Jerretie est candidat pour prendre la tête du groupe La République en marche à l'Assemblée nationale. Alors que Gilles Le Gendre est réélu dès le premier tour, il arrive en cinquième position sur six avec 12 voix.
Le député vote contre l'accord économique et commercial global (CETA) en jugeant « paradoxal que, d'un côté, les pouvoirs publics européens injectent plus de 350 milliards d'euros sur 7 ans dans le monde agricole (environ 100 M€ pour la Corrèze) et que de l'autre, un contrat de libre-échange puisse prévoir d'ouvrir le marché de la viande bovine, au moment où cette filière cherche à stabiliser son modèle dans le cadre des EGALIM (loi Agriculture et alimentation). C'est pourquoi il n'est pas acceptable de laisser cette filière et notre territoire corrézien régresser dans ce domaine ». Christophe Jerretie fait donc partit des dix députés du groupe de La République en marche à avoir voté contre.
Il annonce son intention de quitter le groupe parlementaire de La République en marche le 5 août 2020 pour rejoindre celui du MoDem et apparentés ; selon lui, le groupe LREM « a manqué d'évolution dans son organisation et aussi dans ses valeurs et ses idées »,. Christophe Jerretie reste cependant adhérent du parti LREM mais n'exclut pas de rompre définitivement avec le parti,. Il rejoint officiellement le groupe MoDem en septembre 2020.
Fin novembre 2020, Christophe Jerretie annonce qu'il a rejoint le Mouvement démocrate en octobre, et a donc quitté le parti de La République en marche. En juin 2021, il prend la tête de la section départementale du MoDem en Corrèze.
Le 5 mai 2022, la majorité présidentielle (Ensemble) investit officiellement Christophe Jerretie pour les élections législatives de 2022. Le 12 juin suivant, il est battu dès le premier tour avec 19,3 % des suffrages exprimés derrière la candidate de la NUPÉS et le candidat soutenu par Les Républicains.

### Retour dans le privé
Après avoir quitté l'Assemblée nationale en juin 2022, Christophe Jerretie intègre La Banque Postale en février 2023 en devenant le président du comité d'orientation des finances locales,.

## Résultats électoraux

### Élections législatives
| Année | Parti | Parti | Circonscription   | 1er tour | 1er tour | 1er tour | 1er tour  | 2d tour | 2d tour | 2d tour |
| Année | Parti | Parti | Circonscription   | Voix     | %        | Rang     | Issue     | Voix    | %       | Issue   |
| ----- | ----- | ----- | ----------------- | -------- | -------- | -------- | --------- | ------- | ------- | ------- |
| 2017  |       | LREM  | 1re de la Corrèze | 17 534   | 31,5     | 1er      | Ballotage | 22 509  | 53,4    | Élu     |
| 2022  |       | MoDem | 1re de la Corrèze | 10 095   | 19,3     | 3e       | Battu     |         |         |         |

### Élections départementales
| Année | Parti | Parti | Canton | 1er tour | 1er tour | 1er tour | 2d tour | 2d tour | 2d tour |
| Année | Parti | Parti | Canton | Voix     | %        | Rang     | Voix    | %       | Issue   |
| ----- | ----- | ----- | ------ | -------- | -------- | -------- | ------- | ------- | ------- |
| 2015  |       | UMP   | Naves  | 2 361    | 42,7     | 1er      | 2 677   | 46,6    | Battu   |

### Élections municipales
| Année | Parti | Parti | Commune | Position      | 1er tour | 1er tour | 1er tour | 2d tour | 2d tour | 2d tour | Sièges (CM) |
| Année | Parti | Parti | Commune | Position      | Voix     | %        | Rang     | Voix    | %       | Rang    | Sièges (CM) |
| ----- | ----- | ----- | ------- | ------------- | -------- | -------- | -------- | ------- | ------- | ------- | ----------- |
| 2014  |       | DVD   | Naves   | Tête de liste | 807      | 52,9     | 1er      |         |         |         | 15 / 19     |
| 2020  | 4e    | DVD   | Naves   | 453           | 40       | 2e       | 612      | 44,6    | 2e      | 4 / 19  |             |

## Résumé des mandats politiques

### Actuels
- Conseiller municipal de Naves depuis mars 2014

### Mandats passés
- Député de la 1re circonscription de la Corrèze du 21 juin 2017 au 21 juin 2022.
- Maire de Naves du 30 mars 2014 au 21 juin 2017.
- Conseiller communautaire de Tulle Agglo d'avril 2014 à juin 2020.

## Publication
- Christophe Jerretie, illustrations de Noëlle Gérôme, La Gare d'Ussel et son quartier, Ussel, éditions Les Monédières, 2007, 167 p. (ISBN 978-2-914848-33-6)[47],[1]